# 凯撒大帝III
《凯撒大帝III》是一个由印象遊戲公司开发以及由雪乐山娱乐公司于1998年10月出版发行的电子游戏，是凯撒大帝系列的第三版，也属于雪乐山公司所发行的城市建造游戏。此游戏在台灣於1999年6月15日由第三波软件公司引进并繁中化。

## 游戏背景
世界观
《凯撒大帝III》中的城市尝试着反映古代罗马時代市民的真实生活，最底層的平民生活在帐篷或棚舍中，而贵族则居住在别墅或宮殿中。主食包括小麦、水果、蔬菜和猪肉或魚肉，而酒类只有在某些节慶（豪華節慶）或官邸（別墅以上）中提供。
人物
游戏中在城市街道上晃荡的市民穿着各式衣服，当玩家用鼠标右键点击他们时能说出自己的名字以及对这座城市的感受。

## 游戏系统
人口
游戏画面是以二维形式呈现，固定放大级别，可以90度进行旋转，玩者需要建造許多種類的建築物：住宅用地、農業建物、工業建築、公共設施、政教機構與倉庫等。
音效
剛開始進行遊戲時，只出現風聲或是動物的叫聲，不過隨著玩家城市的發展，會聽到各種建築物運作聲音，至於音樂方面，在人口數量達到一定數量，背景音樂就會更換，總共有五首背景音樂，另外在敵人攻擊玩家城市，有專屬戰鬥的背景音樂。
操作
當遊戲開始，玩家決定發展位置後，便是鋪設道路，接著建設住宅區，吸引外地人民來玩家城市居住，然後提供食物、飲水、宗教、娛樂、教育、衛生等服務，這些設施建造下去，便會派遣員工到住宅區招募員工，當招募到足夠勞工後，便會派遣服務人員到住宅區提供服務，當各種設施的人員提供服務後，住宅區的房子，就會逐漸升級，隨著房子等級越來越高，所要求的滿意度也會隨著房子的等級來升高，玩家就有需要建造花園、雕像、廣場、神諭等設施，來滿足這些房屋的需求，以便於能持續提高房屋等級。
《凯撒大帝III》有別於其他城市建造遊戲，比較注重城市的經營而非戰鬥，外來勢力是隨機攻擊玩家的城市，玩家有兩種模式進行遊戲，第一種是任務模式，玩家必須滿足規定的要求才能過關，另一種是劇情模式，沒有任何要求，完全讓玩家自由發展城市。
難度
遊戲提供五個難易度可以在遊戲中自由調整，影響著人民與神明的滿意度，難度越低代表容易被滿足，反之則不容易滿足。

## 任務模式
玩家一開始的階級是平民，而完成皇帝所交代的任務，階級便會上升，最終則會升到皇帝，而在通過前二個任務後，從第三個任務開始，有兩種地圖可以選擇，一種是注重軍事方面，另一種是注重經營方面。
| 任務模式 | 任務模式   | 任務模式     |
| 階級     | 和平任務   | 軍事任務     |
| -------- | ---------- | ------------ |
| 平民     | 不知名村落 | n/a          |
| 書記     | 布林底希   | n/a          |
| 工程師   | 卡布亞     | 塔連登       |
| 建築師   | 塔洛可     | 西那庫斯     |
| 司法官   | 美里塔司   | 莫迪歐南     |
| 行政官   | 盧迪南     | 迦太基       |
| 營造司   | 塔瑟斯     | 丁吉斯       |
| 執政官   | 范倫提亞   | 巴黎         |
| 地方總督 | 西撒利亞   | 大馬士革     |
| 總督     | 隆狄尼恩   | 撒米塞吉圖撒 |
| 皇帝     | 瑪西利亞   | 林登         |

前面兩個任務算是教學性質關卡，只要人口達到目標就能完成任務，而從第三個任務開始，除了在人口的需要符合要求外，皇帝還會要求文化、繁榮、和平、支持度四個評比。越到後面的任務，這些評比要求會越來越高，而和平任務的評比會比軍事任務來的高。
人口
人口是在玩家城市內的居民總數。假如玩家的城市有足夠的住宅空間與工作機會、沒有遭到外來勢力攻擊、目前居住在城市的居民有充份的食物或者其他的誘因，在外地的人民則會移民至玩家的城市。另外城市的高失業率情況持續太久的話，人民會不滿而遷出城市。
文化
文化評比是反映玩家城市宗教、教育、娛樂設施的使用情況。玩家需要建設神廟、戲院、圓型劇場、學校、圖書館、大學來滿足城市居民的需求，這項評比才會上升。
繁榮
繁榮評比主要反映玩家城市住宅的等級與財政上的情況。如果玩家城市住宅等級落差太大，會拉低繁榮的評比，另外玩家城市的財政虧損過多，也會拉低繁榮的評比。
和平
和平評比是反映玩家城市的安全情況，如果玩家城市對外沒有遭到外國勢力的攻擊，對內沒有產生暴動情況，則城市每年的和平評比會逐年上升。
支持度
支持度評比皇帝對玩家城市的喜好。當玩家在進行遊戲時，皇帝會委託玩家執行任務，一種是進貢物品給皇帝，另外一種是皇帝會要求玩家派遣軍隊到其他城市防禦敵人攻擊。如果玩家沒有按照皇帝所規定的期限完成任務，他對玩家的支持度便會下降，另外如果玩家城市負債情況持續太久，支持度也會下降，如果支持度下降到百分之十，皇帝會派遣軍隊攻擊玩家城市。

## 劇本模式
劇本模式中，有12張地圖可供玩家選擇，皇帝不會委託玩家執行任務，遊戲中各項評比，也沒有規定需要達成的標準，完全讓玩家自由發展城市，不過劇本有些地圖名稱會與任務模式中一樣，如盧迪南與范倫提亞。另外有些地圖也與任務模式一樣，會遭到外國勢力的攻擊。

## 房屋種類
房屋是用來給人民居住的建築物，當玩家建造住宅區後，假如城市的發展情況讓人民滿意，則外地居民，就會樂於遷入玩家城市。
遊戲中房屋分為平民房屋和貴族房屋。平民房屋的居民，會成為遊戲中服務設施、軍事設施或工業設施的勞工，而貴族房屋的居民是不工作的，他們則是出入劇院、澡堂等服務設施，討論人物、文學、藝術、娛樂等話題。
當外地居民搬進玩家所規劃的住宅區後，他們一開始會搭建小型帳篷，接下來玩家陸續提供飲水、食物、宗教、娛樂、教育、健康、生活用品等服務後，就會陸續升級到平民房屋的最高等級「豪華房宅」，如果豪華房宅再升級便會成為華宅，也就是成為貴族房屋，這種等級以上的房屋的居民，會自動變成貴族居民，雖然他們不會為玩家城市提供勞動力，不過這些房屋所繳納的稅金是遠遠超過平民，如果接著再提供進階服務、商品與滿意度，最終則會升到貴族房屋的最高等級「豪華宮殿」。

## 軍事
這款遊戲注重城市建造而不是戰鬥，儘管在遊戲中進行和平任務，但還是有幾場戰鬥會在遊戲中出現。下表是遊戲中出現的敵人，是從弱到強。
- 伊特拉斯坎：塔連登和范倫提亞
- 希臘：西那庫斯和美里塔司
- 帕加马：塔瑟斯
- 埃及：大馬士革
- 努米底亞：丁吉斯和西撒利亞
- 高盧：巴黎和瑪西利亞
- 哥德：撒米塞吉圖撒
- 塞爾特：隆狄尼恩和林登
- 迦太基：莫迪歐南和迦太基
- 羅馬：假如玩家負債情況持續太久，會引起皇帝憤怒，派遣軍隊攻擊玩家城市，首次會有兩個軍團羅馬士兵攻擊，假如全部殲滅，下一次會有六到八個羅馬士兵軍團攻擊，之後都是固定這種數量來攻擊，除非玩家將支持度提升到35以上，皇帝才會下令軍隊停止攻擊。另一個方式是成功阻擋皇帝的軍隊數次後，皇帝便會對你無可奈何而放過你。

人民有時候會因為對你不滿而產生暴動，雖然暴動發生時不像敵人入侵會有動畫訊息通知，但你可以在遊戲中得知人民對你不滿意的訊息而有所警惕或準備。
為了保障城市安全，玩家需要建造城牆與弩砲等防禦設施和訓練軍隊來迎戰外國勢力攻擊，軍隊又有士兵、標槍兵、騎兵三種。
另類的防禦城市手段：原本是為了大競技場訓練獅子表演用的獅柵，如果附近有敵人的話，訓獸師會帶著獅子攻擊敵人，而且戰鬥力不弱。此外，巡警局的人員也有戰鬥能力，雖然非常薄弱但不無小補。有些玩家會運用這兩種防禦手段挑戰極限。

## 宗教
遊戲中共有五種羅馬神祇，玩家需要建造神廟、神諭或舉辦節慶來取悅神祇。他們分別是戰爭之神馬爾斯、愛情之神維納斯、商業之神墨丘里、農業之神塞麗絲、海洋之神納普敦。
如果玩家城市的神廟數量沒有與現下人口符合或冷落其中一種神祇，他們會感到憤怒，而會對玩家城市降下災禍，來表達他們的不滿，相對的，假如玩家讓他們感到滿意，他們會給予祝福，讓玩家得到意外的收獲，所以玩家有需要留意宗教顧問的訊息和定期為每位神祇舉辦節慶。

## 商業
玩家的城市經過一段時間的發展之後，為了滿足城市居民的需求與財政上的需要，玩家必須發展工業，並且依據當地城市可以生產的資源或加工的產品，再與鄰近城市花費一筆資金，建立貿易路線，進行貨易上的商業活動，得到資金或進口城市所不能生產的資源或產品。

## 娛樂
隨著城市的發展，人民會逐漸產生娛樂的需求，遊戲共有戲院、大型劇場、大競技場、賽馬場四種娛樂設施。其中平民房屋需要前三者的娛樂設施，就可以滿足，而貴族房屋除了前三者的娛樂設施之外，還需要賽馬場，才能滿足需求。

## 挑戰
規劃不當
當玩家在城市內設置倉庫、穀倉、加工廠或服務設施，如果鋪設的道路太多岔路，會造成這些設施的服務人員，走向其他道路，而減少走到住宅區的頻率，而造成住宅區的房屋，無法充份得到所要求的服務，而會產生房屋反覆出現升級或降級的情況，所以玩家必須要減少道路分岔的情況與依照情況來增設服務設施，以滿足住宅區的需求。
財政壓力
當玩家的城市，經過一段時間的經營後，通常城市的資金將要用完了，有兩種方式可以開闢財源，一種是城市的稅收，玩家可以提高稅率或降低工資，但是所獲得的資金十分有限，而且可能引起居民的不滿，另一種是貿易收入，將城市可以生產的產品販賣給鄰近城市，是遊戲中最主要的收入來源。
軍事壓力
雖然《凱撒大帝III》是重城市經營而非軍事戰鬥的遊戲，不過在遊戲中的大部份任務，玩家仍有需要建造城牆、弩砲、要塞等軍事設施，另外訓練一批屬於玩家城市的軍隊，來抵擋外來敵人的侵襲，尤其在某些軍事任務特別重要，如果當敵軍攻擊玩家城市時，而玩家沒有準備充份的防禦設施與足夠的軍隊，一旦敵軍突破防線，在城市內大肆破壞，那就意味著玩家必須要讀檔或重新開始遊戲。
居民心情
當外地人民來到玩家城市居住時，玩家必須提供合理的薪資與稅收、充份的就業機會和食物供應與定期舉辦節慶，讓人民安居樂業的在玩家的城市生活，唯有如此才能持續吸引外地人民來到玩家城市居住，如果玩家疏於注意，沒有及時解決這些問題的話，人民會抱怨與不滿，有可能出現暴動與竊賊事件，甚至會遷出玩家城市。
神祇態度
神祇態度影響玩家是否能順利的經營城市，玩家必須依照人口數量，來建造足夠的神廟來取悅神祇，只要每種神廟都有建設，不但可以取悅神祇，另外還可以使居民安心在城市生活，如果玩家一味擴張城市與人口，而疏於建造足夠的神廟來尊敬神祇，人民不僅會擔心神祇的懲罰，而且神祇會憤怒的對玩家城市降下災禍，而造成玩家經營城市的不便。

## 销售與反映
《凱撒大帝III》是一款類似於《模擬城市》的古代版遊戲，遊戲畫面的表現被一些評論家認為，以20世紀末當時的時空背景來說，是相當的美觀，音樂與音效的搭配，更是有互相襯託的效果，遊戲本身不僅確實呈現古代羅馬人的生活方式，而且創造出自成一格的經濟系統，來進行商業活動，另外對於城市的住宅品質、居民的各項需求以及各個部門的順暢運作，都要大致上完成，因此被認為是具有趣味性和挑戰性的遊戲。
不過大部分的關卡都有一定的相似度，越到後面的關卡，只是將完成目標的標準提高，另外戰爭部份過於單調，多少也降低遊戲的耐玩性。

## 編輯軟體
《凱撒大帝III》發行幾年後，雪乐山公司又在官方網站釋出了編輯軟體，可以讓玩家在20張以上的城市地圖，自由設定生產貨物、地形和敵人種族（加入匈奴、塞琉古、馬其頓、猶太四個新種族），雖然雪乐山公司網站已經關閉，不過玩家仍然可以在GameSpot下載編輯軟體，另外還有之後的遊戲版本可以下載。